# Риндера четырёхщитковая
Ринде́ра четырёхщитко́вая (лат. Rindēra tetrāspis) — вид цветковых растений рода Риндера (Rindera) семейства Бурачниковые (Boraginaceae).

## Ботаническое описание
Многолетние травянистые растения с толстыми вертикальными корнями и прямыми гладкими и ветвистыми стеблями 20—40 см высотой. Листья гладкие, прикорневые черешковые, яйцевидные или продолговато-эллиптические. Листовая пластинка 4—10 см длиной, 1—5 см шириной. Стеблевые листья более мелкие, сидячие, заострённые.
Цветки собраны на концах веточек в завитки, которые, в свою очередь, образуют кистевидные соцветия. Доли чашечки ланцетно-линейные, туповатые, шерстисто-опушённые. Венчик грязновато-фиолетового цвета, вдвое длиннее чашечки, 13—15 мм длиной, почти до половины разделён на 5 лопастей с чешуйками на зеве. Тычинки с удлинёнными или линейными пыльниками, выступают из венчика, как и столбик.
Плоды — орешки с широким крылом, почти округлые, 14—18 мм диаметром.

## Распространение и местообитание
В ареал вида входят Средняя Азия, Кавказ, Россия (Европейская часть и Западная Сибирь), запад Монголии, Китай. Растёт в степях, на каменистых склонах.

## Охрана
Вид внесён в Красную книгу Алтайского края, Республики Калмыкия, Краснодарского края, Самарской области, Саратовской области, Ставропольского края.